# Pi de les Tres Branques
|  | Aquest article tracta sobre l'arbre monumental. Si cerqueu l'editorial històrica, vegeu «El Pi de les Tres Branques (editorial)». |

El Pi de les Tres Branques és un pi roig (Pinus sylvestris) de tres besses, de 25 metres d'alçària i un perímetre a la base del tronc d'uns 5 metres, al mig del pla de Campllong (Castellar del Riu, el Berguedà). És considerat com un símbol de la unitat dels Països Catalans: Catalunya, el País Valencià i les Illes Balears (tres branques que surten simètricament d'una única soca). L'any 1987 va ser declarat "arbre monumental"

## Dades descriptives de l'arbre
- Perímetre del tronc a 1,30 m: 1,45 m (tronc I), 1,91 m (tronc II) i 1,78 m (tronc III).
- Perímetre de la base del tronc: 5,79 m.
- Alçada: 25 m.
- Amplada de la capçada: 15,84 m.
- Altitud sobre el nivell del mar: 1.304 m.[3]

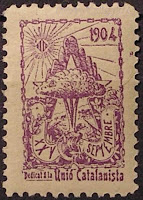
Segell del 1904 emès per la Unió Catalanista mostrant el Pi de les Tres Branques, Montserrat i l'estel de la independència

## Entorn
És en una pineda de pi roig amb prat subalpí. Hi trobem perelloner, ginebró, roure martinenc, moixera de guilla, argelaga negra, gavarrera, genciana pirinenca (Gentiana pyrenaica), fenàs, milfulles, potentil·la vernal, polígala vulgar (Polygala vulgaris), herba fetgera,  prunel·la, dent de lleó i Carlina. Pel que fa a la fauna, hi trobem la griva, la cotxa fumada, la llucareta, el trencapinyes, el tallarol gros, el cucut, l'astor i la mallerenga carbonera. És remarcable la fesomia alterosa del Mas de Campllong amb els prats de pastura als seus peus i els ramats de vaques passejant fins al peu mateix d'aquest pi.

## Aspecte general
El Pi de les Tres Branques és mort des de l'any 1913. Presenta unes dimensions molt grans malgrat ésser un arbre de codominància múltiple. Té diversos forats als troncs produïts per picot negre i ha estat víctima històricament de diversos actes vandàlics: intents de tala, perdigonades, marques, guixades, però, tot i això, continua dret. A uns 250 metres de distància del susdit pi mort, s'hi erigeix sa el Pi Jove (també de 3 branques), el qual simbolitza el renaixement i la continuïtat de l'altre pi.

## L'Aplec

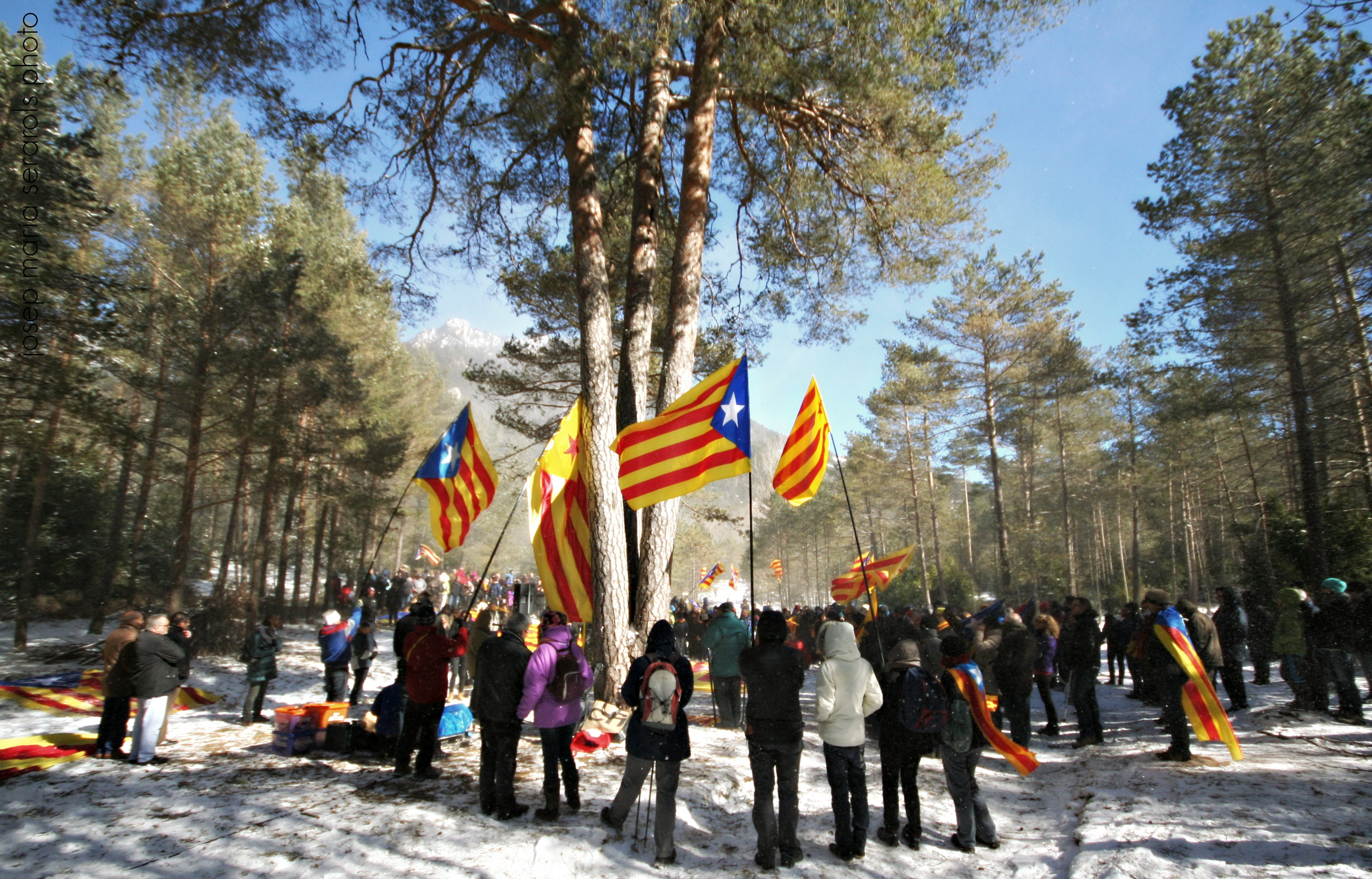
Acte al Pi Jove d'homenatge a Lluís Ballús, febrer del 2015

L'Aplec del Pi de les Tres Branques és un aplec nacionalista que se celebra cada tercer diumenge de juliol. Té lloc al voltant del Pi de les Tres Branques i del Pi Jove.

## Història
Al segle xviii hom hi veié un símbol de la Santíssima Trinitat (Pare, Fill i Esperit Sant). Amb el desenvolupament de l'excursionisme a la fi del segle xix sovint fou centre d'aplecs i cantades, però la seva popularitat arribaria definitivament el 1888, quan mossèn Jacint Verdaguer va escriure el poema Lo pi de les tres branques on feia somiar al rei Jaume I, als peus de l'arbre, que seria rei d'Aragó, Principat de Catalunya, València i Mallorca:
| « | (…) Lo Campllong té com un bres dues serres per barana, per coberta un bosc de pins verds tot l'any com l'esmeragda. Corona immensa de tots és una hermosa pinassa, pinetells semblen los pins entorn de llur sobirana, geganta dels Pirineus que per sang té rius de saba. Com una torre és son tronc que s'esbadia en tres branques com tres titans rabassuts que sobre els núvols s'abracen, per sostenir en lo cel una cúpula de rama que fa ombra a tot lo pla com una nova muntanya. (…) En dolça contemplació lo sorprèn lo bes de l'alba; al bes de l'alba i al seu don Jaume se desvetllava; -He somiat que era gran i d'un bell país monarca, d'un bell país com aqueix entre la mar i la muntanya. Com eix pi meravellós, mon regne posà tres branques, foren tres regnes en un, ma corona els coronava. Esbrinant somni tan dolç lo sol li dona a la cara i esporuguida a ponent la mitja lluna s'amaga. Lo somni del rei infant lo vell templari l'acaba en extàtica oració, espill de visió més clara. Veu Catalunya la gran fer-se més gran i més ampla, robant als moros València, prenent-los l'Illa Daurada. Unides veu a les tres com les tres cordes d'una arpa com les tres nimfes d'eixa mar, d'aqueix jardí les tres Gràcies. Mes en veure desvetllar lo lligador d'eixa garba, profeta, al Conqueridor sols li diu eixa paraula: -Preguem, que sols Déu és gran, los hòmens són ombra vana; preguem que sia aqueix pi l'arbre sagrat de la pàtria.'' | » |

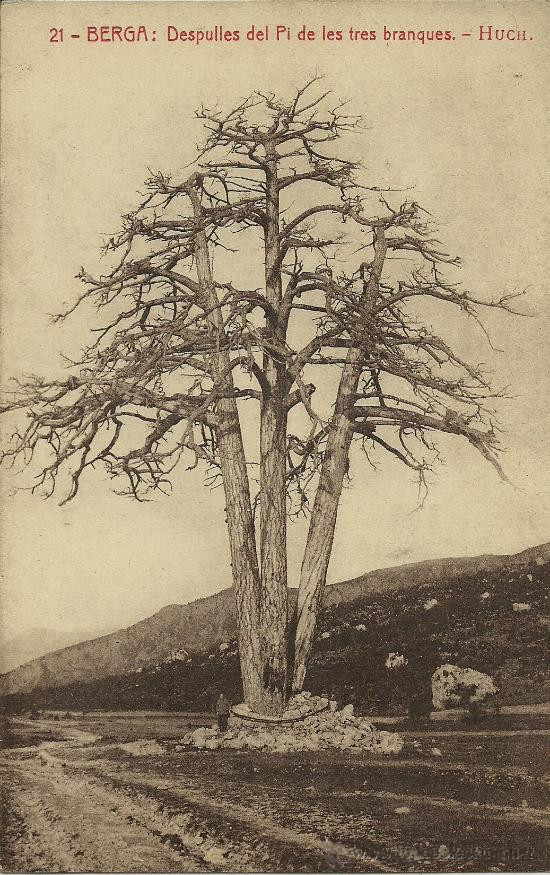
El Pi mort, c. 1915

Esdevingut així un dels símbols de la unitat dels Països Catalans polítics, el 1901 fou cedit pel seu propietari, Tomàs Campà, a la Unió Catalanista. Tanmateix, l'arbre va morir el 1913 i només restà el tronc mort.
El 1987 el Pi de les Tres Branques, molt deteriorat i assecat pel pas dels anys, va ser declarat Arbre Monumental per la Generalitat de Catalunya. També es va declarar arbre monumental l'anomenat Pi Jove, que es troba al mateix indret, i és usat com a símbol nacionalista des de 1921, i on es reuneixen cada any els joves independentistes.
El dia 25 de setembre de 1904 es va celebrar al seu voltant la primera diada nacionalista, repetida cada any fins al 1924, quan fou prohibida per Miguel Primo de Rivera. La guerra civil espanyola i la Dictadura de Francisco Franco, després, en van impedir la celebració. El 1980 es va convocar novament una diada d'afirmació nacionalista, a la qual assistiren unes 3.000 persones. Des d'aleshores ha estat considerada com a baròmetre de la situació dels diversos sectors de l'independentisme, ja que al seu voltant s'hi ha aplegat (i sovint enfrontat) militants del PSAN, PSAN-Provisional, Unitat Nacional Catalana, IPC, ERC, MDT, Estat Català, Catalunya Lliure, Maulets i altres. L'aplec de 1986, amb una assistència de 14.000 persones, acabà amb cremada de banderes espanyoles i insults als membres de CDC, que deixaren d'assistir-hi. El 1988 hi hagué enfrontaments entre faccions del MDT i el 1991 membres del MDT agrediren assistents d'ERC. Després dels aldarulls de l'aplec de 1996, on 30 encaputxats provocaren enfrontaments entre membres de la Plataforma per la Unitat d'Acció i d'Estat Català, la diada s'ha reconduït i ha pres un esperit lúdic i festiu.

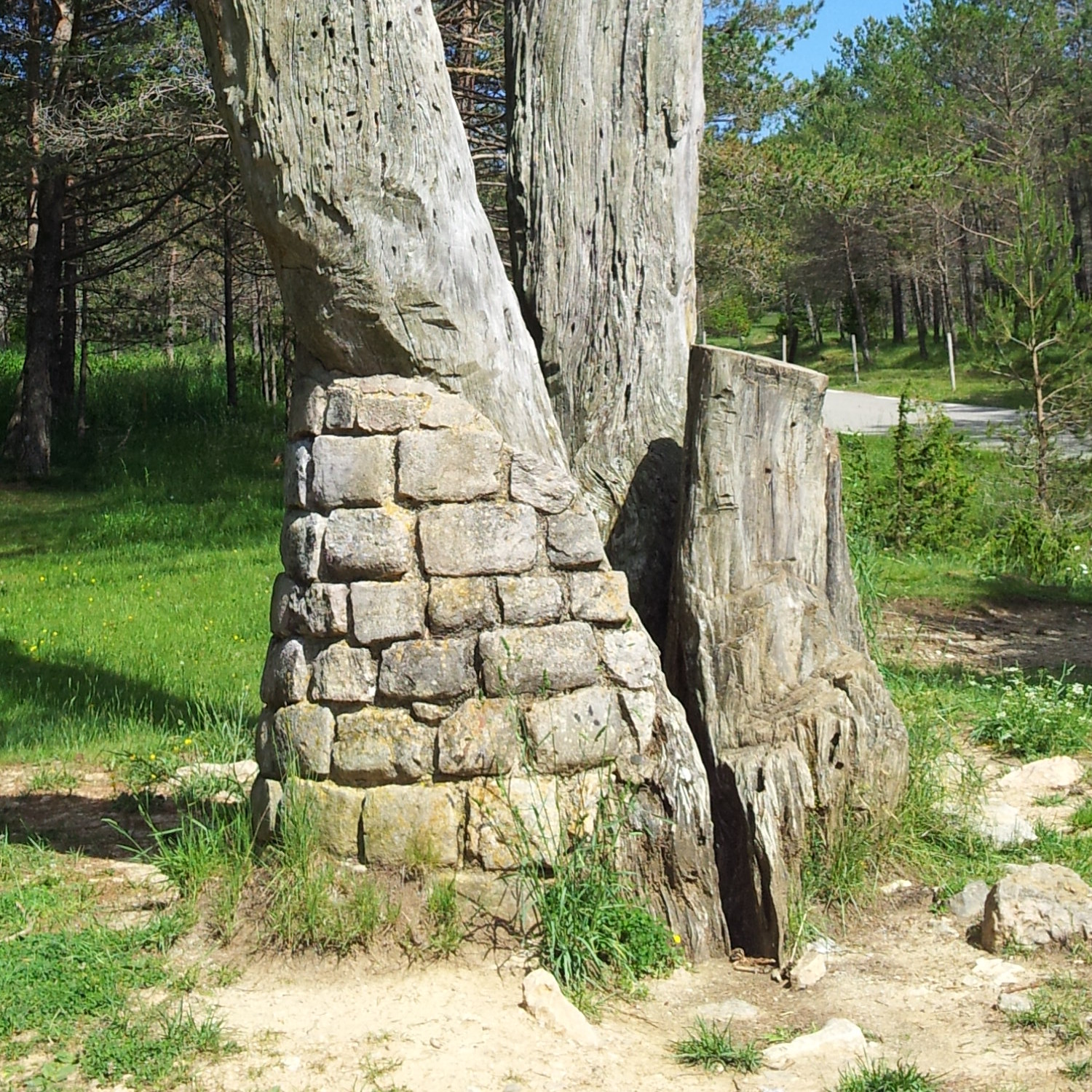
Juny del 2015

La branca més alta del pi fou trobada tallada el dia 13 de maig del 2014, arran d'un acte vandàlic en el qual s'hauria emprat una serra. Es va restaurar la branca tallada amb suports d'acer, el juliol de 2015.

## Plançons del Pi
A l'aplec del Pi del 2014, l'assemblea territorial del Berguedà de l'Assemblea Nacional Catalana va proporcionar plançons del pi a diverses entitats per tal que els plantessin arreu dels Països Catalans, per tal que, simbòlicament, l'esperit de l'arbre es repartís arreu. Alguns d'aquests plançons es van plantar a:
- Alberg de la Comella, Andorra la Vella, Andorra. Plantat per Manel Urindar, coordinador de l'Assemblea Nacional Catalana d'Andorra, el dia 1 de setembre del 2014.[14][15]
- Sant Hipòlit de Voltregà, Osona.[14]
- Bolvir, Cerdanya.[14]
- Folgueroles, Osona.[14]
- Saldes, Berguedà.
- Sant Boi de Llobregat, Baix Llobregat (plantat per Sant Boi Decideix Independència-ANC l'1 de març de 2015).

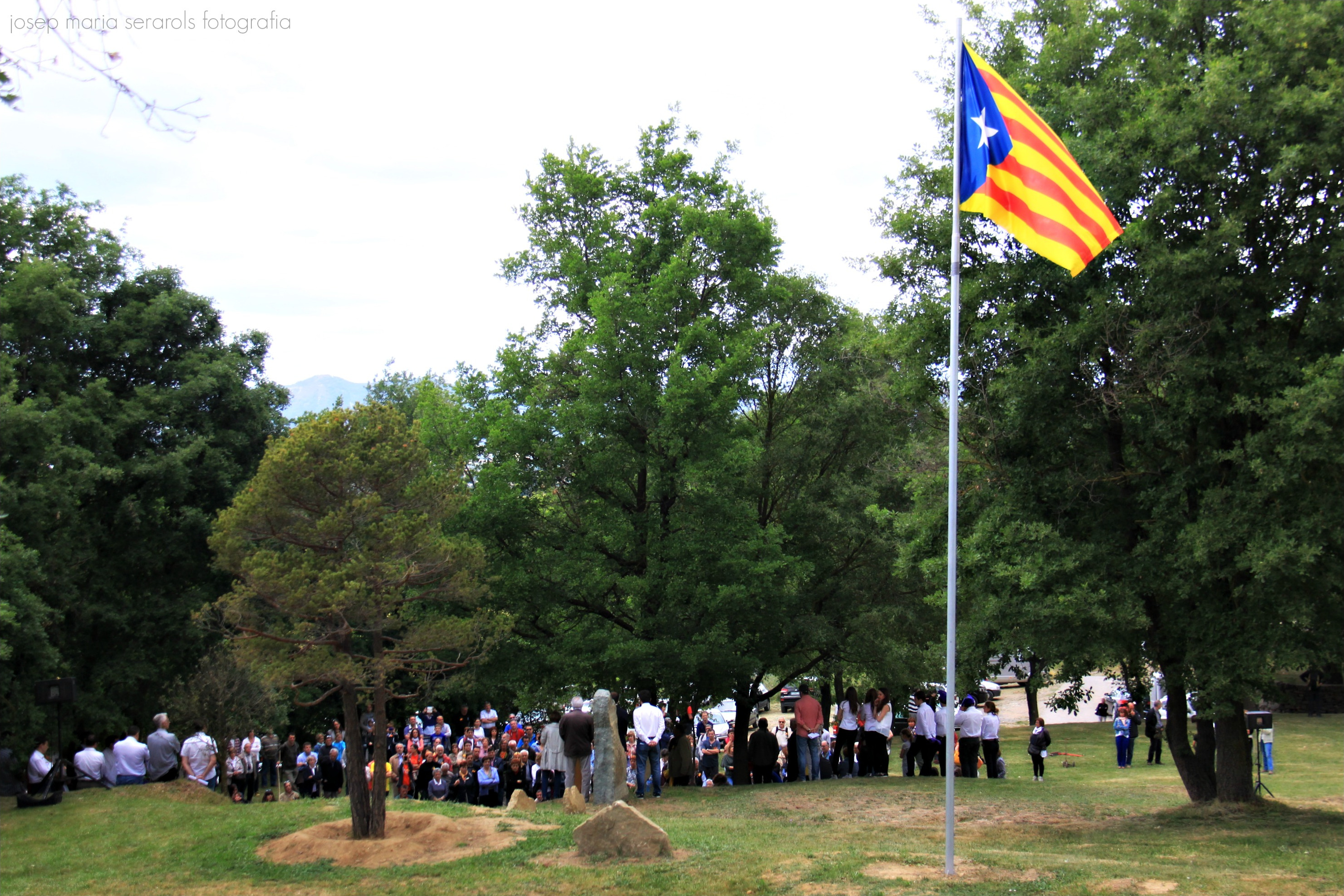
Pi de les Tres Branques de Folgueroles (a l'esquerra), maig del 2014
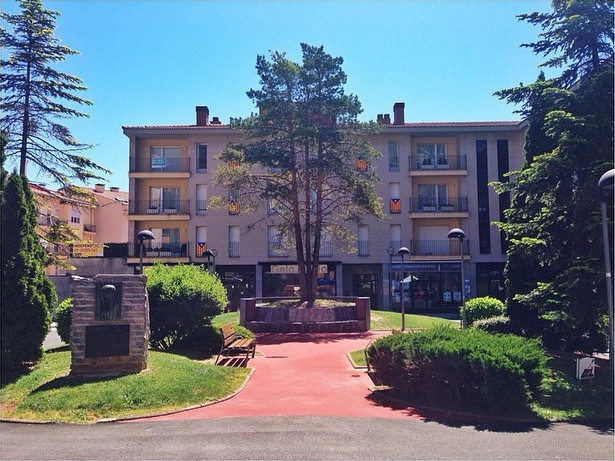
a la plaça dels Països Catalans, vila de Berga